# Лефевр, Бернар
Бернар Лефевр (фр. Bernard Lefèvre; 22 июня 1930, Ориньи-ан-Тьераш — 16 декабря 2019, Реймс) — французский футболист, играл на позиции атакующего полузащитника и нападающего. Участник Олимпийских игр 1952 года.

## Биография

### Клубная карьера
В течение семи сезонов играл за «Лилль», в составе которого выиграл чемпионский титул в 1954 году и два Кубка Франции. В 1956 году перешёл в «Сент-Этьен», в составе которого отыграл два сезона и в 1957 году выиграл чемпионский титул.
Затем он перешёл в «Нанси», в котором играл в течение двух сезонов. В последующие годы играл за «Марсель» и «Лилль», в котором в 1964 году завершил карьеру.

### Карьера в сборной
В составе сборной Франции принимал участие на олимпийском футбольном турнире 1952 года, где сыграл в единственном матче против сборной Польши, который французы проиграли со счётом 2:1.

### Смерть
Скончался 16 декабря 2019 года в Реймсе в возрасте 89 лет.

## Достижения
«Лилль»
- Чемпион Франции (1): 1953/54
- Обладатель Кубка Франции (2): 1952/53, 1954/55

«Сент-Этьен»
- Чемпион Франции (1): 1956/57